# La Veu de l'Anoia
La Veu de l'Anoia és un setmanari comarcal editat en llengua catalana que surt tots els divendres i recull la informació de la comarca de l'Anoia. Aquesta publicació va ser fundada el 1982 a Igualada per Publicacions Anoia SL, emmarcada dins de l'Associació Catalana de la Premsa Comarcal (ACPC). Actualment Pia Prat és la directora general del diari i Jordi Puiggròs n'és el director de redacció.
Publicacions Anoia SL edità durant 9 anys també L'Extra Comarcal, setmanari gratuït que es distribuïa a l'Anoia, el Garraf, l'Alt Penedès, el Baix Penedès i el Baix Llobregat Nord. A finals dels anys 90, La Veu de l'Anoia va publicar, també, el setmanari "Anoia Esports", que sortia els dilluns, i es va publicar durant 3 anys.
Avui La Veu de l'Anoia és el periòdic d'àmbit comarcal més implantat en tota la comarca i punt de referència informativa, amb una tirada de 3.000 exemplars, té presència a 33 municipis. Actualment, forma part i és membre fundador de l’Associació Catalana de la Premsa Comarcal (ACPC) i de l’AMIC (Associació de Mitjans d’Informació Catalana).

## Origen
La Veu de l'Anoia va néixer el 3 de setembre de 1982 amb el nom El Periòdic de la comarca de l'Anoia, que va canviar posteriorment per Aiona i el 1985 per la denominació actual. Neix de la mà de sis empresaris igualadins: Ignasi Carner, Josep Maria Andreu, Josep Vidal, Pere Carles, Pere Prat i Antoni Castells. Tots ells, fent una aportació idèntica, constitueixen Publicacions Anoia SL sense ànim de lucre. El seu desig és crear un grup periodístic "multimèdia independent" i a més del periòdic funden també Anoia Televisió i Anoia Ràdio que neixen de la necessitat d'omplir un buit que existia en aquell moment en la premsa comarcal a l'Anoia.
Per altra banda, l'objectiu d'aquests empresaris és recuperar la identitat catalana dels mitjans de comunicació després de la mort de Franco. Llavors, la situació de la llengua catalana és fràgil i els mitjans en català estan amenaçats. El grup considera que la situació del català d'aquell moment al cinema, la televisió i la resta de mitjans és "desolador". Igualada, durant els anys de la Transició democràtica espanyola, compta amb dues capçaleres, la revista Vida (1946-2001), en català i el bisetmanari Igualada (1942-1995 distribuït setmanalment amb Regió 7), escrit bàsicament en castellà exceptuant els articles d'opinió. És en aquesta situació que el grup de joves empresaris igualadins, vol crear una "estructura informativa independent" d'arrel comarcal i en català únicament que contribueixi a la normalització lingüística en un moment en què altres comarques catalanes estaven fent el mateix o ja ho havien fet.

## Etapes i directors
La primera redacció fins al 1986, estava situada a l'entresòl d'un edifici de la rambla Sant Isidre d'Igualada compartit amb Anoia Televisió. En l'etapa fundacional el seu director és Emili Álvarez, amb Jaume Ferrer i Piñol com a gerent i cap de redacció. La maquinària llavors estava formada per màquines d'escriure i sobretot, per molta gent que feia L'Anoia de forma desinteressada. L'Anoia és el nom en què neix la primera capçalera i que es va veure obligada a canviar, primer per L'Aiona, causant un gran impacte al lector, i després, per l'actual La Veu de l'Anoia, ja que tots dos noms, tant L'Anoia com L'Aiona van ser impugnats pel Diari d'Igualada (també Igualada) perquè aquest considerava que s'assemblaven massa a la seva sotscapçalera: "Periòdic de la comarca de l'Anoia". Com que el Diari d'Igualada va guanyar, van haver de canviar, primer un nom (L'Anoia) i després també el segon (L'Aiona), per l'actual.
Els primers anys de vida es caracteritzen per l'arrencada del diari i per exemple, els anuncis es cobraven cada setmana per la manca de liquiditat fins que el departament d'administració va estar consolidat. El primer número que surt al carrer sota la capçalera L'Anoia tenia 40 pàgines, costava 40 pessetes i es feia en format tabloide. La portada del divendres 3 de setembre de 1982 va ser una fotografia de Josep Bou que recreava una jove venedora de premsa que anunciava: "Ha nascut una nova VEU". El següent divendres, dia 10, coincidint amb la commemoració de la diada de Catalunya, apareixia un fotomuntatge amb relació a la diada que combinava una fotografia del monument a Rafael Casanova, una manifestació patriòtica i uns versos d'Àngel Guimerà. Durant l'etapa dels inicis del setmanari, s'expressa ja la seva línia editorial patriòtica i nacionalista.
El 8 de novembre de 1986 es produeix un segon canvi, el setmanari es trasllada a la rambla nova per motius d'espai. Dos anys abans s'havia designat un nou director, Francesc Català i Mateu, col·laborador també a Anoia Ràdio i responsable de la secció d'esports. Català és director fins al 1994 any en què es nomena director el redactor Jaume Singla i moment en què s'incorporen noves tecnologies a la redacció. Finalment, el 1998 es trona a traslladar fins avui a l'edifici Bandera Negra, al carrer del Retir número 40. Durant els seus anys de vida, el setmanari ha estat guardonat amb el Premi Avui de Premsa Comarcal el 1993 i el Tasis Torrent a la millor publicació comarcal de Catalunya el 1998 que atorga la Diputació de Barcelona.
El gener de 2011 el setmanari es veu obligat a presentar un concurs de creditors davant la crítica situació financera que arrossega des de 2010. El mes de desembre de 2011, Publicacions Anoia SL. aconsegueix el suport dels creditors i recupera "la plena normalitat en el seu funcionament". En aquesta nova etapa, des de març de 2011, Pia Prat Jorba és directora general de la publicació. Prat és llicenciada en ciències de la comunicació a la Universitat Ramon Llull i té un bachelor en ciències empresarials per la Queen’s University Belfast. A principis de novembre del mateix any, es va nomenar com a director de redacció el periodista Jordi Puiggròs, llicenciat en Periodisme per la Universitat Autònoma de Barcelona i Postgrau en Comunicació Empresarial per la Universitat Pompeu Fabra, que ja havia dirigit L'Extra Comarcal. Abans d'entrar al setmanari anoienc, Jordi Puiggròs havia treballat a Anoia Ràdio, Ràdio Igualada RNE, Ràdio Manresa-SER (on va ser cap dels serveis informatius) i Ràdio Barcelona. En aquesta etapa, el setmanari ha estat guardonat amb el Premi a Millor Portada de la Premsa Comarcal (2013), el Premi UEA 2017 a la Trajectòria Empresarial i el Premi a Millor Portada Digital de la Premsa Comarcal 2018.

## Aspectes tècnics
Com s'ha dit anteriorment, els primers números tenien 40 pàgines i eren en format tabloide. L'any 1988 va suposar un abans i un després en el procés de producció del setmanari, ja que es van incorporar els primers ordinadors Apple Macintosh que van fer oblidar les màquines d'escriure i el més destacat: va suposar que es pogués fer a la mateixa seu de La Veu de l'Anoia tot el procés de producció excepte els fotolits i la rotativa. Una altra fita important va ser la incorporació el 1993 en color; primer a una sola tinta, i després a pàgines a tot color, interior i portada. Actualment, el setmanari té de 64 a 72 pàgines d'informació general.

## Curiositats i dades d'interès
L'any 1992 coincidint amb els Jocs Olímpics d'Estiu de 1992, La Veu de l'Anoia aconsegueix portar la torxa Olímpica sent així un dels pocs setmanaris que va portar la torxa, en aquest cas va ser per terres tarragonines i de la mà del cronista esportiu Ignasi Costa.
Una editorial de ressò va ser la que es va publicar conjuntament el 3 de desembre de 2009 amb les publicacions comarcals Diari de Vilanova, Diari del Baix Penedès, El 3 de vuit, L'eco de Sitges, L'Extra, La Fura i La Veu de l'Anoia a favor de la vegueria del Penedès.

Pel que fa al procés de producció, el setmanari s'elabora de divendres a dijous i el fan els redactors, els corresponsals dels municipis i els corresponsals. Un cop elaborada la notícia, hi ha un departament de correcció i un de disseny i fotografia a més del departament comercial. Té un cost d'1,80 €.
Troba totes les edicions del periòdic des del 1992 a l'hemeroteca digital del Trencadís.

## Seccions[calcitació]
Les seccions dels primers números són:
- Igualadines: inclou un reportatge sobre Igualada i notícies sobre societat, fires, necrològiques, política i successos.
- El calaix: serveis.
- Veus de l'anoia: entrevista en profunditat.
- Conca d'Òdena: notícies sobre Vilanova del Camí, Santa Margarida de Montbui, Castellolí, La Pobla de Claramunt, Jorba, Sant Martí de Tous…
- Anoia sud: Piera, Hostalets de Pierola, El Bruc…
- Cultura: espectacles sobre la comarca.

Les seccions actuals són: 
- Opinió
- Igualada
- Comarca
- Esports
- Cultura
- Altres seccions: Economia, Història, Xarxes, Els joves tenim veu, Cinema, Passatemps, Gastronomia, Espai de Fe.

## Especials
Al llarg de l'any La Veu de l'Anoia prepara diversos suplements i especials que es distribueixen juntament amb el diari: un cop cada dos mesos, es publica la revista "La Veu". També es fan els especials "La Veu solidària" i "Ral·li Ciutat d'Igualada".

## Directors[calcitació]
- Emili Álvarez (1982-1984)
- Francesc Català i Mateu (1984-1994)
- Jaume Singla (1994-2011)
- Jordi Puiggròs, director de redacció (2011-actualitat)
- Pia Prat, directora general (2011-actualitat)

## Redactors[calcitació]
Director de redacció: Jordi Puiggròs
Correctora del diari i redactora cultura: Cristina Roma
Redactora de comarca: Maricel Forn Codina
Redactora: Sergio Pérez Fernández

## Col·laboradors[calcitació]
La Veu de l'Anoia compta amb un gran nombre de col·laboradors que hi treballen desinteressadament. Els següents en són una petita mostra: 
- Joan Soler
- Jenifer Roca
- Mònica Morros
- Josep Maria Vidal
- Cesc Elias
- Joan Guasch
- Carmel·la Planell
- Lluís Capdevila
- Josep Maria Taribó
- Ramon Robert
- Maria Neus Bravo
- Núria Cañamares
- Carles Muntaner
- Eduard Creus
- Francesc Ricart
- Joan Vich
- Josep Elias
- Pilar Gálvez
- Josep Mª Carreras
- Manel Ramoneda
- Miquel Saumell

## Premis
Al llarg de la seva història, el Setmanari La Veu de l'Anoia ha rebut diversos premis i reconeixements:
- Premi Tasis Torrent 1998
- Premi AVUI de Premsa comarcal 1993
- Premi Millor Portada de la Premsa Comarcal 2013
- Premi UEA 2017 a la trajectòria empresarial
- Premi Millor Portal Digital de la Premsa Comarcal 2019
- Premi a la Millor Publicació a la Nit de la Premsa de l’APPEC 2020 editors de revistes i digitals[11]
- Premi Millor Portada de la Premsa Comarcal 2021
- Premi Millor Portada de la Premsa Comarcal 2022
- Premi Millor Portal Digital de la Premsa Comarcal 2022
- Premi Batec del Col·legi de Periodistes 2024
- Premi Millor Portada de l'any en Premsa 2024